# Maurício Eskudlark
Mauricio Jose Eskudlark, ou simplesmente Maurício Eskudlark (Canoinhas, 18 de janeiro de 1958) é delegado de polícia, professor universitário e político brasileiro, filiado ao Partido Liberal (PL), é deputado estadual por Santa Catarina.

## Carreira
Bacharel em direito, formado pela Universidade do Vale do Itajaí, pós-graduado em direito penal pela Fundação Educacional do Oeste Catarinense e em Direito Administrativo pela Universidade Regional de Blumenau. 
Possui mais de trinta anos de experiência na Segurança Pública, sendo delegado de polícia civil de carreira, tendo atuado como delegado Regional da Polícia Civil de São Miguel do Oeste e de Balneário Camboriú.
Mauricio também foi diretor da Polícia Civil do Interior e do Litoral e diretor do Combate ao Crime Organizado da Secretaria Estadual de Segurança Pública e de Defesa do Cidadão. Sua última atuação na Polícia Civil foi na Delegacia Geral, onde, por três anos e meio, assumiu o cargo de delegado geral, maior posto na hierarquia da polícia civil catarinense, até sua aposentadoria.
Iniciou sua vida política em São Miguel do Oeste onde foi eleito por duas vezes vereador, a primeira para o mandado de 1989 - 1992 e a segunda para o mandato de 1993 - 1996, sendo neste o vereador mais votado. 
Em 2006, Maurício Eskudlark assumiu como deputado estadual na Assembleia Legislativa de Santa Catarina, após ser eleito como suplente na eleição de 2002. Foi candidato a deputado federal nas eleições de 2006 ficando como suplente após atingir uma votação de 27.683.

Foi eleito deputado à Assembleia Legislativa de Santa Catarina na 17ª legislatura (2011 — 2015) com 34.093 votos. Nas eleições de 2014, em 5 de outubro, foi reeleito deputado estadual para a 18ª legislatura (2015 — 2019) com 36.280 votos.